# Schimbul (film din 2008)
Changeling este un film de dramă american din 2008, după scenariul lui J. Michael Straczynski, regizat și co-produs de Clint Eastwood. Parțial bazat pe evenimente reale – un caz din 1928 din Los Angeles, California – filmul o are în distribuție pe Angelina Jolie.

## Prezentare
Acțiunea se petrece în Los Angeles, în 1928. Într-o dimineață de sâmbătă, o femeie din clasa muncitoare - Christine - merge la muncă și își lasă baiețelul de 9 ani acasă. Totul ia o turnură diferită când se întoarce și află cu stupoare că fiul ei a dispărut. După ce l-a căutat fără niciun rezultat, câteva luni mai târziu poliția îi aduce acasă un băiat și pretinde că ar fi copilul ei.
Christine realizează că băiatul nu e fiul ei și încearcă să convingă autoritățile să reia căutările, dar are de-a face cu poliția coruptă și oamenii sceptici. Christine găsește susținere doar din partea părintelui Briegleb. Adevărul însă nu așteaptă să iasă la iveală, oamenii legii făcând tot posibilul să o reducă la tăcere.

## Distribuție
- Angelina Jolie - Christine Collins
- John Malkovich - Rev. Gustav Briegleb
- Jeffrey Donovan - J.J. Jones
- Michael Kelly - Detectivul Lester Ybarra
- Colm Feore - Chief James E. Davis
- Jason Butler Harner  - Gordon Stewart Northcott
- Amy Ryan - Carol Dexter
- Geoff Pierson - Sammy "S.S." Hahn
- Denis O'Hare - Dr. Jonathan Steel
- Frank Wood - Ben Harris
- Peter Geretty - Dr. Earl W. Tarr
- Reed Birney - Mayor Cryer
- Gattlin Griffith - Walter Collins[1]

## Premii și nominalizări
Suplimentar listei de premii și nominalizări ce urmează, National Board of Review of Motion Pictures a numit filmul Changeling unul din cele mai bune filme ale anului 2008, la fel a făcut și International Press Academy, care prezintă anual Satellite Award.
| Premiu                                                               | Categoria                                                 | Nominalizat                                                 | Rezultat     |
| -------------------------------------------------------------------- | --------------------------------------------------------- | ----------------------------------------------------------- | ------------ |
| Premiul Oscar 2009                                                   | Best Actress in a Leading Role                            | Angelina Jolie                                              | Nominalizare |
| Premiul Oscar 2009                                                   | Best Art Direction                                        | James Murakami, Gary Fettis                                 | Nominalizare |
| Premiul Oscar 2009                                                   | Best Cinematography                                       | Tom Stern                                                   | Nominalizare |
| 2008 African American Film Critics Association Awards                | Best Actress                                              | Angelina Jolie                                              | Câștigat     |
| 2009 Artios Award Nominations for Outstanding Achievement in Casting | Big Budget Feature – Drama                                | Ellen Chenoweth                                             | Nominalizare |
| 2008 Art Directors Guild Awards                                      | Excellence in Production Design – Period Film             | James Murakami                                              | Nominalizare |
| Premiile BAFTA 2009                                                  | Best Actress in a Leading Role                            | Angelina Jolie                                              | Nominalizare |
| Premiile BAFTA 2009                                                  | Best Cinematography                                       | Tom Stern                                                   | Nominalizare |
| Premiile BAFTA 2009                                                  | Best Costume Design                                       | Deborah Hopper                                              | Nominalizare |
| Premiile BAFTA 2009                                                  | Best Direction                                            | Clint Eastwood                                              | Nominalizare |
| Premiile BAFTA 2009                                                  | Best Editing                                              | Joel Cox, Gary D. Roach                                     | Nominalizare |
| Premiile BAFTA 2009                                                  | Best Screenplay                                           | J. Michael Straczynski                                      | Nominalizare |
| Premiile BAFTA 2009                                                  | Best Production Design                                    | James Murakami, Gary Fettis                                 | Nominalizare |
| Premiile BAFTA 2009                                                  | Best Sound                                                | Walt Martin, Alan Robert Murray, John Reitz, Gregg Rudloff  | Nominalizare |
| 2008 Chicago Film Critics Association Awards                         | Best Actress                                              | Angelina Jolie                                              | Nominalizare |
| 60th Christopher Awards                                              | Feature Films                                             |                                                             | Câștigat     |
| 2008 Costume Designers Guild Awards                                  | Excellence in Costume Design – Period Film                | Deborah Hopper                                              | Nominalizare |
| 14th Critics' Choice Awards                                          | Best Actress                                              | Angelina Jolie                                              | Nominalizare |
| 14th Critics' Choice Awards                                          | Best Film                                                 |                                                             | Nominalizare |
| 14th Critics' Choice Awards                                          | Best Score                                                | Clint Eastwood                                              | Nominalizare |
| Empire Awards 2009                                                   | Best Actress                                              | Angelina Jolie                                              | Nominalizare |
| Golden Globe Awards 2008                                             | Best Actress – Motion Picture Drama                       | Angelina Jolie                                              | Nominalizare |
| Golden Globe Awards 2008                                             | Best Original Score                                       | Eastwood                                                    | Nominalizare |
| 6th Irish Film and Television Academy Awards                         | Best International Actress                                | Angelina Jolie                                              | Nominalizare |
| Japan Academy Prize 2009                                             | Japan Academy Prize for Outstanding Foreign Language Film |                                                             | Nominalizare |
| 2008 London Film Critics' Circle Awards                              | Actress of the Year                                       | Angelina Jolie                                              | Nominalizare |
| 2008 London Film Critics' Circle Awards                              | Director of the Year                                      | Clint Eastwood                                              | Nominalizare |
| 2009 Rembrandt Awards                                                | Best International Actress                                | Angelina Jolie                                              | Nominalizare |
| Satellite Awards 2008                                                | Best Actress – Motion Picture Drama                       | Angelina Jolie                                              | Câștigat     |
| Satellite Awards 2008                                                | Best Cinematography                                       | Tom Stern                                                   | Nominalizare |
| 35th Saturn Awards                                                   | Best Action/Adventure/Thriller Film                       |                                                             | Nominalizare |
| 35th Saturn Awards                                                   | Best Actress                                              | Angelina Jolie                                              | Câștigat     |
| 35th Saturn Awards                                                   | Best Costumes                                             | Deborah Hopper                                              | Nominalizare |
| 35th Saturn Awards                                                   | Best Director                                             | Clint Eastwood                                              | Nominalizare |
| 35th Saturn Awards                                                   | Best Music                                                | Clint Eastwood                                              | Nominalizare |
| 35th Saturn Awards                                                   | Best Writing                                              | J. Michael Straczynski                                      | Nominalizare |
| 15th Screen Actors Guild Awards                                      | Best Actress in a Leading Role – Motion Picture           | Angelina Jolie                                              | Nominalizare |
| 2008 Visual Effects Society Awards                                   | Outstanding Matte Paintings in a Feature Motion Picture   | Romain Bayle, Abel Milanes, Allan Lee, Debora Dunphy        | Câștigat     |
| 2008 Visual Effects Society Awards                                   | Outstanding Supporting Visual Effects in a Motion Picture | Michael Owens, Geoffrey Hancock, Jinnie Pak, Dennis Hoffman | Câștigat     |
| 2008 Women Film Critics' Circle Awards                               | Adrienne Shelly Award                                     |                                                             | Câștigat     |
| 2008 Women Film Critics' Circle Awards                               | Best Film About Women                                     |                                                             | Câștigat     |